# Савјетодавна скупштина Саудијске Арабије
Савјетодавна скупштина или Меџлис аш Шура (арап. مجلس الشورى السعودي) је законодавно-савјетодавни орган у Краљевини Саудијској Арабији. Сједиште јој је у главном граду Ријаду.
Састоји се од предсједника и 150 чланова, међу којима је шест жена. Све чланове поставља и разрјешава краљ Саудијске Арабије. Након што је састав проширен у периоду од 1997. до 2001, Савјетодавна скупштина је постала члан Међународне парламентарне уније на крају 2003. године.

## Састав Скупштине
Консултативни савет се састоји од председника и 150 чланова, укључујући шест жена. Све чланове именује и разрешава краљ Саудијске Арабије.
Следећи одбори су део Консултативног већа:
- за питања ислама, правосуђа и људских права
- за социјална питања, породицу и омладину
- за економију и енергију
- ради безбедности
- за образовање и науку
- за културу и информисање
- за спољну политику
- за заштиту здравља и животне средине
- за финансије
- за администрацију, особље и молбе
- за инфраструктуру
- за транспорт, комуникације и информационе технологије.